# على بن مسعود
على بن مسعود الغزنوي مجهول تاريخ الميلاد والوفاة، حكم الدولة الغزنوية في عام 1050.
قام زعماء الدولة ونبلاؤها بتنحية السلطان مسعود الثاني في 29 ديسمبر 1049، وحل محله السلطان على بن مسعود. وفور تولى السلطان علي الحكم قام بحبس عمه عبد الرشيد، وعين وزيه قائدًا للجيش وأرسل جيشا إلى سيستان. إلا أن الوزير قام بإخراج عبد الرشيد بن محمود أكبر أعضاء الأسرة من السجن وأعلنه الحاكم. وعندما رأي السلطان على أن الجيش في صالح عمه حاول الهرب ولكن تم الإمساك به ووضع في الحبس.